# Liste der Herrschaften im Regierungsbezirk Pfalz im Königreich Bayern
Die Liste der Herrschaften im Regierungsbezirk Pfalz im Königreich Bayern führt die Herrschaften dar, die sich auf dem Territorium des späteren Regierungsbezirks Pfalz im Königreich Bayern befanden. Die eigentlichen Herrschaften bestanden nur bis zum Ausbruch der Französischen Revolution (1789–1799) und der Besetzung der linksrheinischen Gebiete (1794). Diese 45 Territorien und Herrschaften wurden durch den Frieden von Campo Formio (1797) und durch den Vertrag von Lunéville (1801) aufgelöst und in die französische Verwaltung eingegliedert. Nach der Niederlage Napoleons und zweijähriger Übergangsverwaltung kam das Gebiet als Regierungsbezirk Pfalz (auch: Bayerischer Rheinkreis, seit 1837 Pfalz) an das Königreich Bayern.

## Herrschaften in der Pfalz

### Große Fürstentümer

#### Kurpfalz
- Oberamt Neustadt
- Oberamt Germersheim
- Oberamt Alzey
- Oberamt Kreuznach
- Oberamt Lautern
- Oberamt Lauterecken

#### Herzogtum Pfalz-Zweibrücken
- Oberamt Zweibrücken
- Oberamt Homburg
- Oberamt Lichtenberg
- Oberamt Meisenheim
- Oberamt Bergzabern
- Oberamt Guttenberg

#### Hochstift Speyer
- Oberamt Lauterburg
- Oberamt Kirrweiler
- Propstei Weißenburg

### Kleinere weltliche Herrschaften

#### Baden bis Hessen
- Markgrafen von Baden
  - Amt Rodalben
  - Amt Rhodt unter der Rietburg

- Freiherren von Cathcart
  - Herrschaft Herbitzheim, Wolfersheim und Rubenheim

- Freiherren von Dalberg
  - Herrschaft Kropsburg, Essingen, Esthal, Gerolsheim

- Grafen von Degenfeld
  - Oberschultheißenamt Altdorf

- Habsburgische Grafschaft Falkenstein
  - Oberamt Winnweiler
  - Herrschaft Stolzenberg

- Frankreich
  - Schweigen, Landau in der Pfalz, Dammheim, Nußdorf, Queichheim

- Freiherren von Gemmingen
  - Herrschaft Ingenheim

- Freiherren von Hacke
  - Amt Trippstadt

- Grafen von Hallberg
  - Herrschaft Fußgönheim, Ruchheim und Heuchelheim

- Landgrafen von Hessen-Darmstadt
  - Herrschaft Lemberg
    - Unteramt Lemberg
    - Unteramt Münchweiler
    - Unteramt Binningen
    - Amt Obersteinbach

#### Hillesheim bis Leiningen
- Grafen von Hillesheim
  - Herrschaft Reipoltskirchen

- Freiherren von Hundheim
  - Vogtei Eppstein

- Freiherren Hunoltstein
  - Dörrmoschel, Teschenmoschel

- Fürsten von Isenburg
  - Amt Altenbamberg
  - Herrschaft Reipoltskirchen

- Freiherren Kerpen
  - Herrschaft Würzweiler

- Fürsten von Leiningen-Dagsburg-Hardenburg
  - zu Dürkheim
    - Amt Dürkheim
    - Amt Hardenburg
    - Amt Pfeffingen
    - Amt Wallhalben

  - zu Guntersblum
    - Herrschaft Assenheim und Biedesheim

  - zu Heidesheim
    - Steinbach
    - Amt Heidesheim

- Grafen von Leiningen-Westerburg-Grünstadt
  - Amt Grünstadt

#### Leyen bis Sickingen
- Grafen von der Leyen
  - Oberamt Blieskastel
  - Amt Münchweiler
  - Herrschaft Otterbach
  - Amt Geisberg

- Fürsten Löwenstein
  - Herrschaft Scharfeneck

- Freiherren von Merz
  - Herrschaft Bosweiler und Quirnheim

Quirnheim und Boßweiler
- Fürsten von Nassau-Weilburg
  - Oberamt Kirchheim

- Fürsten von Nassau-Saarbrücken
  - Herrschaft Eschringen

- Grafen Oberndorff
  - Herrschaft Alsheim

- Wild- und Rheingrafen
  - Amt Münsterappel
  - Amt Gaugrehweiler
  - Amt Grumbach

- Grafen von Sayn-Wittgenstein
  - Herrschaft Neuhemsbach

- Grafen von Sickingen
  - Herrschaft Schallodenbach
  - Grafschaft Wartenberg
  - Herrschaft Landstuhl
  - Herrschaft Höheinöd

#### Speyer bis Wiser
- Freie Reichsstadt Speyer

- Eckebrecht von Türkheim
  - Herrschaft Drachenfels und Busenberg

- Herren von Vogelius
  - Herrschaft Wattenheim

- Freiherren von Wallbrunn
  - Herrschaft Gauersheim

- Freiherren von Waldenburg
  - Herrschaft Berwartstein
  - Amt Dahn

- Ritter von Wambolt
  - Herrschaft Weitersweiler

- Grafen Wartenberg
  - Herrschaft Wartenberg

- Grafen von Wiser
  - Herrschaft Münchweiler
Münchweiler an der Alsenz, Gonbach, Friedelsheim

### Kleinere geistliche Herrschaften
- Sankt Sebastianstift zu Blieskastel
  - Kloster Gräfinthal
¼ von Eschringen; 1/6 von Bliesmengen-Bolchen (die übrigen 5/6 des Grafen Leyen)

- Johanniterorden Heimbach
  - Herrschaft Niederhochstadt:
Niederhochstadt, Ober- und Niederlustadt

- Sankt Guido-Stift in Speyer
  - Herrschaft Otterstadt

- Domstift zu Speyer
  - Herrschaft Rödersheim

- Deutscher Orden
  - Komturei Einsiedel bei Weilerbach und ¼ von Eschringen

- Abtei Wadgassen
  - Herrschaft Ensheim:
Ensheim, Sengscheid und Reichenbrunn

- Hochstift Worms

1. Amt Dirmstein:
Dirmstein, Laumersheim, Beindersheim, Neuleiningen, Hettenleidelheim
2. Amt Neuhausen:
Roxheim, Bobenheim, Mörsch